# 藤川佳則
藤川 佳則（ふじかわ よしのり、1969年 - ）は、日本の経営学者。一橋大学大学院経営管理研究科教授、国立大学法人一橋大学役員補佐。
専門はサービス・マネジメント、マーケティング論、消費者行動論。製造業のサービス業化やサービス業の製造業化などの研究を行う。

## 概要
経済産業省産業構造審議会サービス合同小委員会委員、文部科学省サービス・イノベーション人材育成推進プログラム委員、パナソニックスマートソリューション開発センター研究開発アドバイザー、ドイツ・フラウンホーファー研究機構 International Monitoring of Activities and Research in Services ボードメンバー、ローソン人材開発プログラム研修開発アドバイザー等を歴任。
現在は、一橋大学大学院経営管理研究科で教鞭をとる傍ら、経済産業省「IoT推進ラボ　先進IoTプロジェクト選考会議」委員、日米教育委員会「フルブライト・ジャパン」委員、アドビシステムズ株式会社・アドバイザー、ARM トレジャーデータ株式会社・アドバイザー、 ClipLine株式会社・アドバイザー、The Delphi Network・アドバイザー、株式会社zero to one・アドバイザー、等を兼任。

## 人物・経歴
京都市の呉服屋の子として生まれる。立命館高等学校を経て、1992年一橋大学経済学部卒業。学部3年から竹内弘高ゼミに所属し、1989年から1年間一橋大学海外派遣留学制度でペンシルベニア大学に留学した。1994年一橋大学大学院商学研究科修士課程修了。2000年ハーバード大学ハーバード・ビジネス・スクール修了、Master of Business Administration。
2003年ペンシルベニア州立大学Ph.D.。
ハーバード大学ハーバード・ビジネス・スクール研究助手、ペンシルベニア州立大学講師、オルソン・ザルトマン・アソシエイツ、一橋大学大学院国際企業戦略研究科専任講師を経て、同准教授。2018年国立大学法人一橋大学役員補佐（国際交流担当）。
『Harvard Business Review』 (HBS Press)、 『DIAMONDハーバード・ビジネス・レビュー』(ダイヤモンド社)、『一橋ビジネスレビュー』(東洋経済新報社)、『マーケティング革新の時代』(有斐閣)、『マーケティング・ジャーナル』(日本マーケティング協会)等に執筆。訳書に、『心脳マーケティング』（ダイヤモンド社, 2005）がある。